# Орландина (баскетбольный клуб)
«Орландина» (также известен по спонсорским причинам под названием «Беталанд Капо д’Орландо») — итальянский баскетбольный клуб из города Капо-д’Орландо. Играет в Серии А.

## История
Клуб был основан в 1978 году и играл в низших лигах Италии до 1996 года, когда в клуб пришёл новый владелец. Вслед за этим , «Орландина» два раза повышалась в классе до Серии B2 в 1998 году. Подписав контракт с игроком сборной Италии Алессандро Фантоцци в 2000 году клуб заслужил выход в Серию B1, а на следующий год и в Серию A2 (второй по силе дивизион), хотя вылетели из неё уже в следующем сезоне. Клуб вернулся в Серию A2 в 2004 году и выиграл сезон 2004/2005, следовательно получил путёвку в сильнейшую лигу Италии.
В сентябре 2008 года «Орландина» наравне с «Наполи» (другим клубом Серии А) были исключены из высшего дивизиона в связи с проблемами с законом. После этого решения клуб начал играть в пятом по силе дивизионе Италии. «Орландина» в 2012 году снова уже играла в Серии А2. В сезоне 2013/2014 «Орландина» проиграла в финале Серии А2 клубу «Аквила Тренто», однако из-за того что клуб «Монтепаски Сиена» был признан банкротом «Орландина» вышла в Серию А.

## Спонсоры
- 2015—н. в. — Беталанд Капо д’Орландо
- —2015 — УПЕА Капо д’Орландо